# Каня-Нова
Каня-Нова (пол. Kania Nowa) — село в Польщі, у гміні Сероцьк Леґьоновського повіту Мазовецького воєводства.
Населення — 148 осіб (2011).
У 1975-1998 роках село належало до Варшавського воєводства.

## Демографія
Демографічна структура станом на 31 березня 2011 року:
|          | Загалом | Допрацездатний вік | Працездатний вік | Постпрацездатний вік |
| -------- | ------- | ------------------ | ---------------- | -------------------- |
| Чоловіки | 73      | 14                 | 50               | 9                    |
| Жінки    | 75      | 10                 | 47               | 18                   |
| Разом    | 148     | 24                 | 97               | 27                   |